# عوارض سکته قلبی
عوارض سکته قلبی ممکن است بلافاصله پس از یک حمله قلبی (در مرحله حاد) یا پس‌از مدتی (در یک بیماری مزمن) خودرا نشان دهد. پس از سکته قلبی یا انفارکتوس، اولین عارضه٬ انفارکتوس دوم است که ممکن است در قسمت دیگر قلب که آن‌هم دچار آترواسکلروز عروق کرونر است رخ داده یا در همان محدوده٬ بقیه سلول‌های زنده به‌جای از سکته پیشین گرفتار کند.

## نارسایی
سکته قلبی ممکن است عملکرد قلب و در نتیجه گردش خون را تحت تاثیر قرار دهد که به آن نارسایی قلبی می‌گویند. این مشکل در بیماران دیابتی دارای آمار بسیار بالایی است.

## پارگی میوکارد
پارگی میوکارد(در مقادیر بسیار کوچک) از سه تا پنج روز پس از سکته قلبی بسیار شایع است هرچند ممکن است در برخی بیماران از یک روز تا سه هفته پس‌از وقوع سکته ممکن است رخ دهد.

## آریتمی
آریتمی یکی از شایع‌ترین عارضه‌های پزشکی پس‌از سکته قلبی است چراکه ویژگی‌های الکتریکی در بافت قلب دچار سکته٬ تغییر می‌کند.

## پریکاردیت
پس از آسیب به ماهیچه قلب، سلول‌های التهابی جذب شده و این التهاب می‌تواند کیسه قلب را هدف قرار دهد و پریکاردیت نام دارد. پریکاردیت معمولاً پس‌از چند هفته از بروز سکته٬ ایجاد می‌شود.

## شوک کاردیوژنیک
از عوارضی که بلافاصله یا در هفته‌های پس از بروز سکته قلبی رخ می‌دهد می‌توان به شوک کاردیوژنیک اشاره نمود.